# إسبوسيندي
إسبوسيندي هي مدينة من مدن البرتغال. يبلغ عدد سكانها 56.186 نسمة وذلك حسب إحصائيات سنة 2011.

## معرض صور

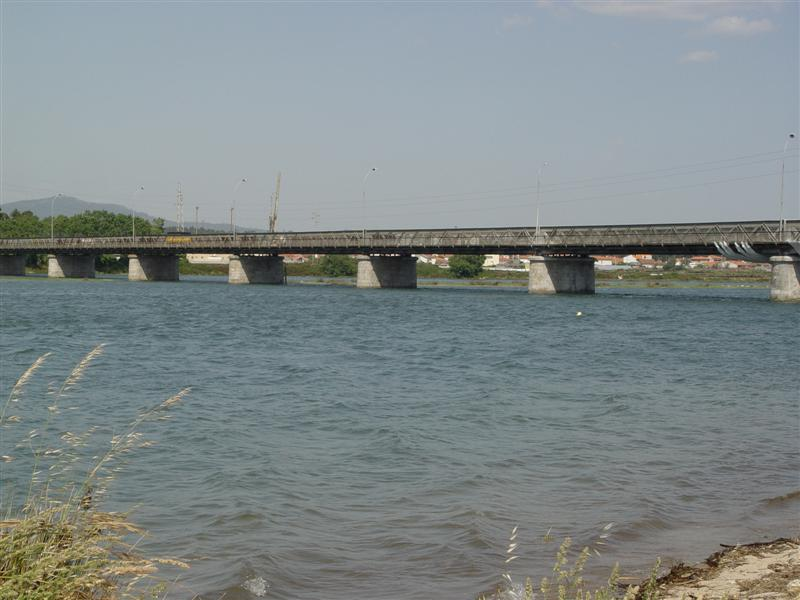
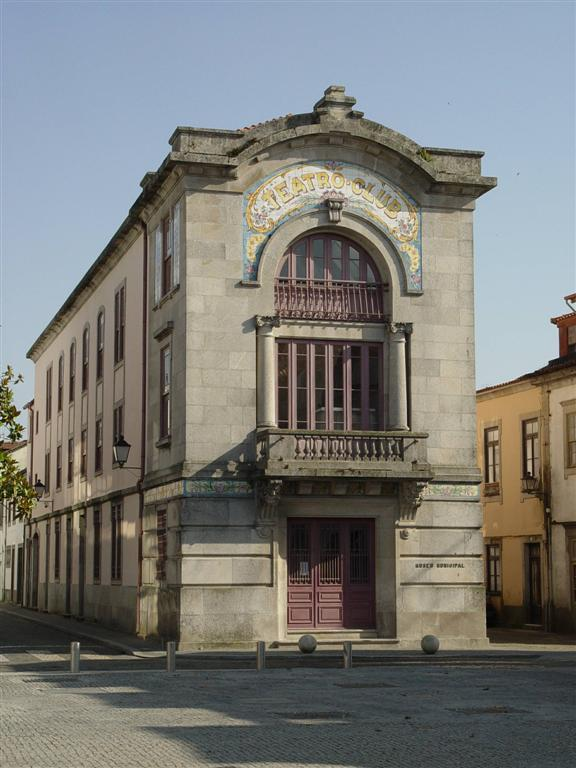
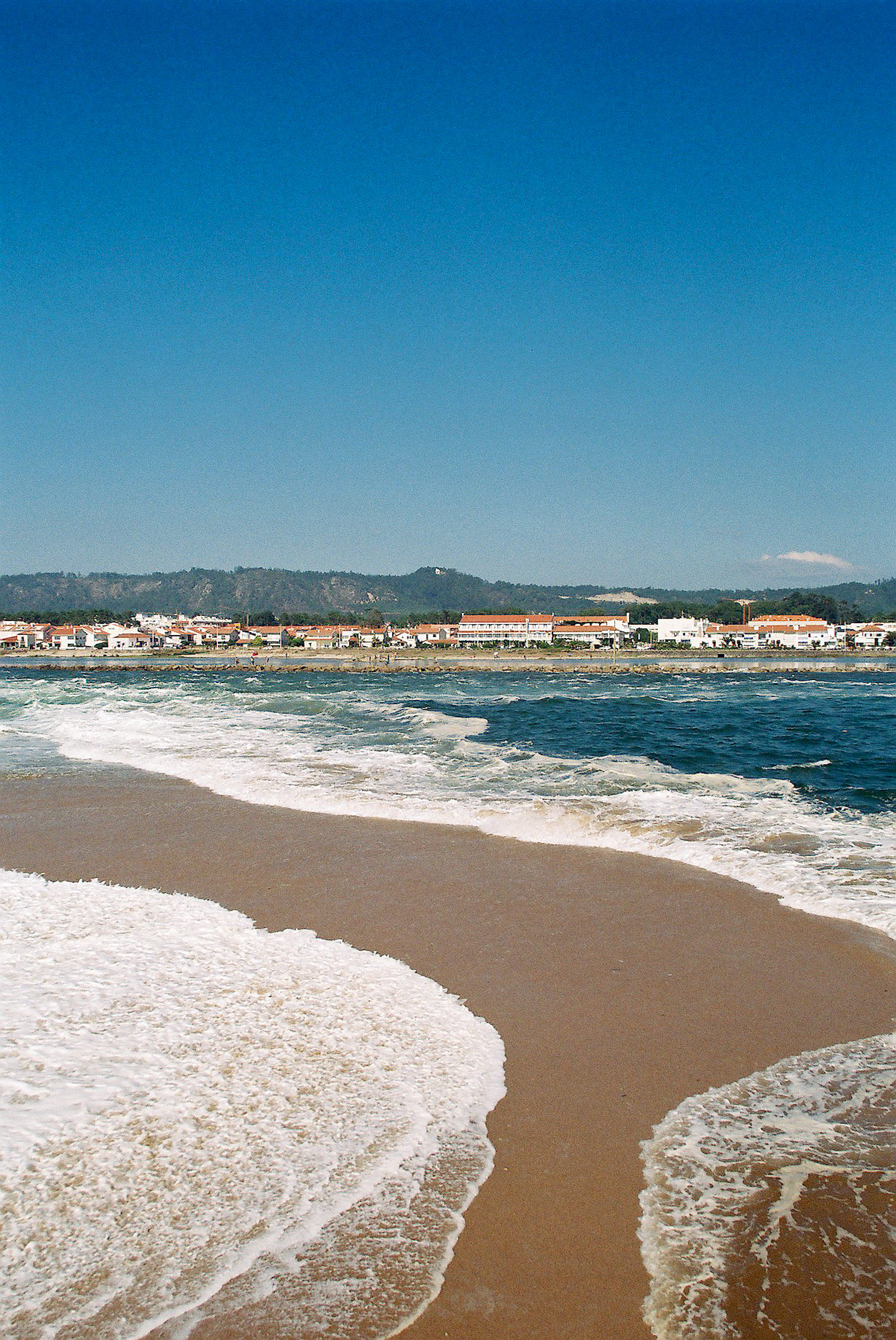
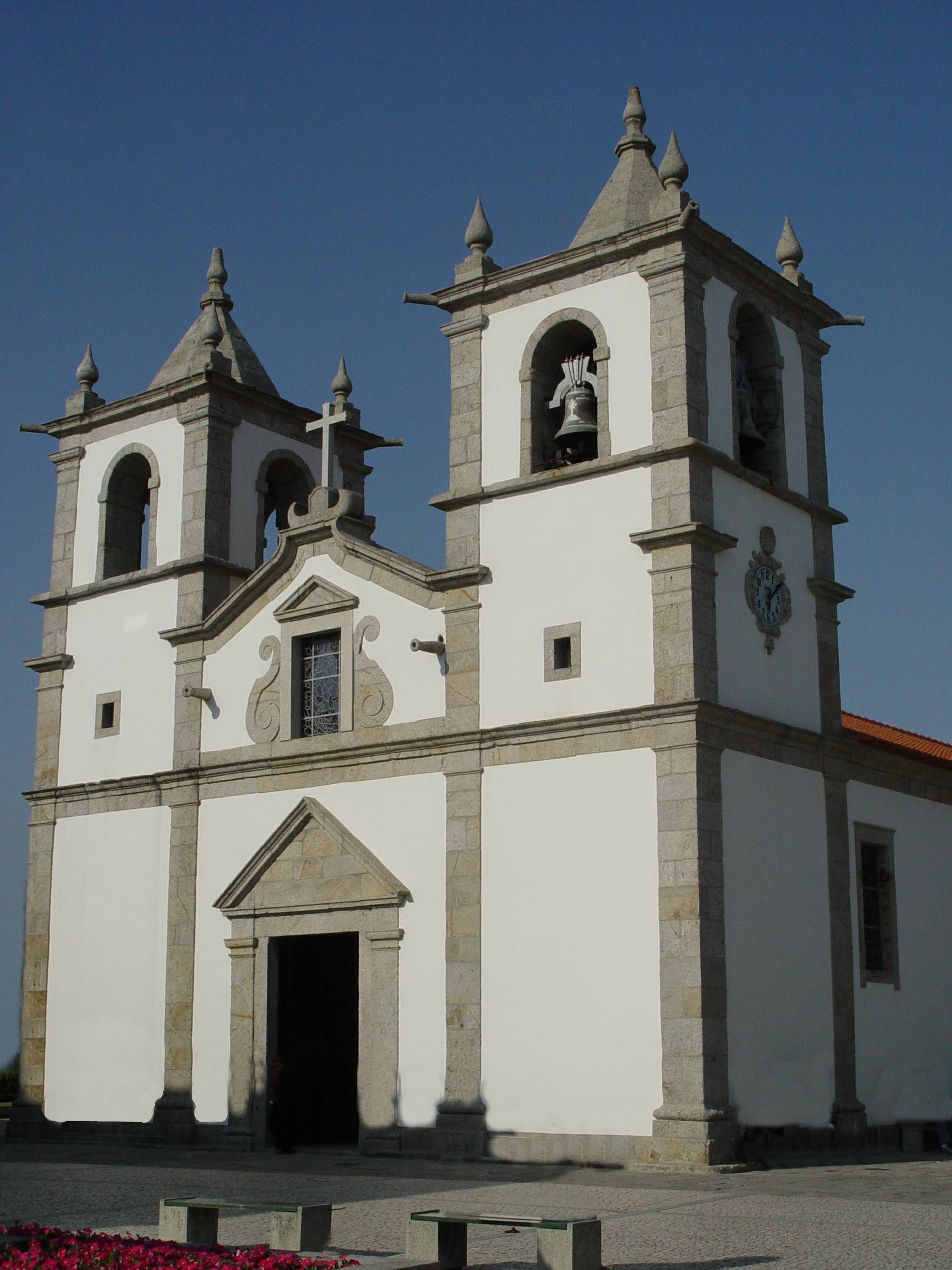

## أعلام
- ماريو مندونسا
- دينيس المييدا
- كريستيان نيفا أفونسو
- أرسينيو نونيز
- جواو بنتا
- أنطونيو كوريا دي أوليفيرا